# ラジオジャック
ラジオジャックは琉球放送（RBCラジオ）で1985年4月8日～1993年10月1日の8年半に渡って放送したラジオ番組。開始前まで同時間枠で放送していた『ナイトヤングメイツ』『シャッフルナイト』などの後番組として開始。

## 概要
放送開始当時のパーソナリティは土方浄、箕田和男、柳卓、玉城美智子、比嘉京子（いずれもRBCアナウンサー(当時)）が平日（月～金）日替わりで担当。その後は初期パーソナリティの降板で、1人で複数曜日を担当したり、新たなパーソナリティの登場などで入れ替えが度々あり、初期パーソナリティの中で最後まで務めた箕田和男（ミノカズ）アナも1992年9月28日を最後に降板。アシスタントを務めた、クロマルこと大田和正に交代した。
放送終了時のパーソナリティはクロマル（大田和正）、三輪真佐子アナ、橋本邦彦アナ、富原志乃、北野順一（JK）が日替わりで担当。
放送時間は開始当時は22:30 - 24:00の1時間半だったが、その後は日付が変わって、24:00を過ぎて2時間番組の時があり、短いときは22時台だけの50分番組だったりなど放送時間が度々変わり、放送終了時は22:00 - 23:20の1時間20分だった。
毎年10月の番組改編後～翌年1月初めの3ヶ月間は専門学校を紹介する10分番組が放送された関係で、この時期は放送時間を10分間 縮小した。
1993年10月1日、この日のパーソナリティを務めたJKこと北野順一が「ラジオジャック終了」のアナウンスで8年半の幕を閉じた。後番組は「ラジ・ゲリラ」（1993年10月4日 - 1995年4月7日）。
1990年6月 - 1991年4月の9ヶ月間、金曜日は「東京発ラジオジャック『うりひゃー！東京カラーランド』」（RBC東京支社 制作）として東京から放送。1990年9月までは月曜 - 木曜でも5分間のミニ番組として放送。通常のラジオジャックはその後、ステーションブレイク無しで放送。10月以降は「東京発ラジオジャック」の冠タイトルは無くなり、別番組となったが放送時間枠は22時台のみに縮小した。
春闘などでストとなった場合は仲地昌京アナ（当時）が「いつもなら、この時間はラジオジャックの時間ですが今日は都合により、レコード音楽をお送りします」と番組枠を使い、懐かしい音楽を掛けた。

## パーソナリティ
箕田和男
（1985年4月 - 1992年9月）
- 担当曜日
  - 1985年4月 - 1987年3月　火曜担当
  - 1987年4月 - 1988年4月　月、火担当
  - 1988年4月 - 1989年4月　月 - 水担当
  - 1989年4月 - 1990年10月　月、火担当
  - 1990年10月 - 1992年9月　月曜担当
- サブタイトル
  - 1985年4月 - 1987年3月　ミノカズのまるかじりステーション（火曜）
  - 1987年4月 - 1990年10月　とんがりマンデーラジオは竜宮城（月曜）
  - 1987年4月 - 1990年4月　みのかずと公平のメンズメンズナイト（火曜）
    - 最初の1ヶ月はみのかずと公平のメンズメンズワールド だった。

  - 1988年4月 - 1989年4月　みのかずのどんとまかちょけー（水曜）
  - 1990年4月 - 10月　ラジオはオッペケペーのポンポコピー（火曜）
  - 1990年10月 - 1991年4月　ファンキー野郎のもっこりラジオ（月曜）
  - 1991年4月 - 1992年9月　ファンキー野郎の今夜もいかすぜ（月曜）
- アシスタント
  - 吉田君枝　1985年4月 - 1987年3月、火曜担当
  - 新垣美穂（ミホ・みほ）　1987年4月 - 1990年10月、月曜担当
  - 小沢公平（沖縄タレントアカデミー校長）　1987年4月 - 1990年10月、火曜担当
  - 喜瀬つよし　1988年4月 - 1989年4月、水曜担当
  - 大田和正（クロマル）　1990年10月 - 1992年9月、月曜担当 → 10月よりパーソナリティに昇格
- 準レギュラー
  - 橋本邦彦　1987年4月 - 1988年4月、火曜担当 → 同月より木曜パーソナリティに昇格
  - 磯部昇
  - 三輪真佐子　1990年4月 - 10月、火曜担当 →同月よりパーソナリティに昇格
- 主なコーナー
  - イントロ10番勝負 → この歌何の歌？
  - パラロイドドラマ
  - あぁ小市民
  - 絶対あること、ないこと
  - 替え歌コーナー
  - 戦国くんコーナー → 県議会くんコーナー → クイズ国盗り物語
  - 磯部君の業界通信（ビデオを紹介するコーナー)
  - 仮面御代官ミノダー（テーマソングはウルトラマンのテーマ曲が使われていた）
  - ミホちゃんの青春トワイライト
  - うちなーベストテン（沖縄インディーズバンド、アーティストのベストテン）
  - 三輪真佐子の私を好きにして！
  - 怪傑白頭巾（怪傑黒頭巾のパロディー）
  - クロマルの山原バンザイ！ → Mr.クロマルのこれを知っているか？
  - この音、何の音？　ほか

比嘉京子
（1985年4月 - 1990年4月）
- 担当曜日、サブタイトル
  - 1985年4月 - 1990年4月　金曜担当
  - サブタイトル　とんでもナイト、ときめいてフライデー。
- アシスタント（いずれも金曜担当）
  - 上江洲朝男　1985年4月 - 11月
  - 嘉手苅智（現・かでかるさとし）　1985年11月 - 1987年4月
  - 島袋勇　1987年4月 - 1988年9月
  - 富原志乃　1987年4月 - 1990年4月 →同年10月、木曜パーソナリティに昇格
- 主なコーナー
  - 女王様とお呼び！
  - わらわさー
  - イヤだ！
  - 今週の“寿”（「寿千年万年」というバンドグループを紹介するコーナー）
  - カメおばぁのうちなぁ昔話
  - スナフキンのノートから　
  - チバリヨー！ 受験生　ほか

玉城美智子
（1985年4月 - 1988年4月）
- 担当曜日
  - 1985年4月 - 1987年4月　木曜担当
  - 1987年4月 - 1988年4月　水、木担当
- サブタイトル
  - 1985年4月 - 1988年4月　お茶目な木曜日（木曜）
  - 1987年4月 - 1988年4月　水曜日にはラジオをきいて…（水曜）
- アシスタント
  - デビット・シェーン　1985年4月 - 9月、木曜担当
  - 大原裕　1985年9月 - 1986年4月、木曜担当
  - 東盛敬　1986年4月 - 10月、木曜担当
  - 塚田浩司　1986年10月 - 1988年3月、木曜担当
  - 北野順一　1987年4月 - 1988年4月、水曜担当 → 1990年10月より、火曜アシスタント → 金曜パーソナリティに昇格
    - 1988年3月 - 4月の1ヶ月間は木曜のアシスタントを担当（塚田浩司が卒業、降板のため）。

土方浄
（1985年4月 - 1987年3月）
- 担当曜日
  - 1985年4月 - 1987年3月　月曜担当
- サブタイトル
  - 1985年4月 - 1986年3月　月曜夜ははんぱじゃナイト
  - 1986年4月 - 1987年3月　キヨやんのがんばりマンデー
- アシスタント（いずれも月曜担当）
  - 大嶺美雪　1985年4月 - 1986年3月
  - 富原志乃　1986年4月 - 1987年4月 →同月より金曜へ異動 → 1990年10月より、木曜パーソナリティに昇格

柳卓
（1985年4月 - 1987年4月）
- 担当曜日、アシスタント、サブタイトル
  - 1985年4月 - 1987年4月　水曜担当
  - サブタイトル　おもしろラジオの水曜日
  - アシスタント　我如古清美

橋本邦彦
（1988年4月 - 1993年9月）
- 担当曜日
  - 1988年4月 - 1989年4月　木曜担当
  - 1989年4月 - 1990年4月　水、木担当
  - 1990年4月 - 5月　水 - 金担当
  - 同年6月 - 10月　水、木担当
  - 同年10月 - 1993年9月　水曜担当
- サブタイトル
  - 1988年4月 - 1990年10月　夢みるラジオ夜遊びしまひょ（木曜 → 水曜）
    - 1988年4月 - 1989年4月6日は木曜、1989年4月12日 - 1990年10月は水曜のサブタイトル
    - 1990年より、最後の"しまひょ "が"しましょ "になった。

  - 1989年4月 - 1990年10月　満員御礼！ 木曜ラジオクラブ（木曜）
  - 1990年4月 - 5月　きまぐれ金曜ふう来デイ（金曜）
  - 1990年10月 - 1993年9月　どうにも好い曜族（水曜）
- アシスタント
  - 当山かおり　1988年4月 - 1990年3月、木曜担当
  - 当間なつみ　1989年4月 - 1990年9月、水曜担当
    - 1989年8月下旬 - 9月中旬は木曜の代理アシスタントをも務める(当山かおりが就職活動で上京したため)

  - 宮城里香　1990年4月 - 10月、木曜担当
  - 長嶺江利子　1990年4月 - 5月、水曜担当 → 同年6月 - 1993年3月、水曜担当
  - 名嘉山末子　1993年4月 - 9月、水曜担当
- 主な担当AD
  - 仲宗根武　1988年4月 - 1989年4月
  - 川平ひさみ　1989年4月 - 1990年3月
  - 吉川朝邦　1990年4月 - ？
  - 伊計ひでき　？ - 1993年9月
- レギュラー
  - 上原力（現在は琉映取締役営業部長）
- 主なコーナー
  - ラジオゲーム コーナー
  - おまかせシネマ
  - アニメ三本勝負 → アニメスクランブル
  - 週刊ラジオマンガ（最初の2年、春～夏期。下記のコーナー開始により、途中で打ち切られた）
  - あなたの知らない世界（7月後半～8月の夏休み期間中）
  - 合格神社（受験が近付く12月～翌年3月頃。BGMは水前寺清子の『365歩のマーチ』）
  - かおりの日記
  - 橋本の趣味の音楽
  - かおりのこれ聞いてぇ
  - 伝言板コーナー → 声の伝言板コーナー
  - それは先生のコーナー（ジングルは森昌子の『せんせい』）
  - 六甲おろしのコーナー
（プロ野球を応援するコーナーだが、タイトル名は発案者であるリスナーが阪神ファンだったことから。BGMは『六甲おろし』だった）
  - なつみのおまじない大好き
  - ボーイズ オブ ラブ → ボーイズ オブ バレンタイン → 卒業メッセージ
（民放ラジオの「ゆく年くる年」で放送したのがきっかけで開始）
  - 住めば宮古（宮古テレビの男性アナウンサーが毎週 電話出演。宮古島の話題を紹介）
  - ラジオ タイトルマッチ
（リスナーに電話を繋ぎ、山手線ゲーム形式で対戦する。BGMはアントニオ猪木の入場テーマ曲だった）
  - サイリク歌合戦
（2人が掛けたいリクエスト曲をサイコロで勝負。勝った方がフルコーラスで掛かり、負けた方は勝った方の曲を掛ける前に最初の部分のみを掛けて、次第に音を絞る）
  - モノモノ ショップ
  - エリーのハートの詩
  - リーにまかせなさい！ 恋のSOS（ジングルにはピンクレディーの『SOS』のサビの部分だった）
  - 末子の保健室　ほか

富原志乃
（1990年10月 - 1993年9月）
- 担当曜日
  - 1990年10月 - 1993年9月　木曜担当
- サブタイトル　ふんだりけったり木曜日
- アシスタント（いずれも木曜担当）
  - 石川清敏　1990年10月 - 1993年4月
  - 飯田泰彦　1993年4月 - 9月
- 担当AD
  - 吉川朝邦　1990年10月 - ？
  - 伊計ひでき　？ - 1993年9月
- 主なコーナー
  - ピノキオ君 出番ですよ
  - フリートークのコーナー（リスナーからのフリーな内容の葉書を紹介するコーナー。番組の大半がこのコーナーだった）
  - 木曜メールボックス　ほか

三輪真佐子
（1990年10月 - 1993年9月）
- 担当曜日
  - 1990年10月 - 1993年9月　火曜担当
- サブタイトル
  - 1990年10月 - 1992年3月　ぬれて みだれてナイチャーズ
  - 1992年4月 - 1993年9月　美男美女の火曜日 ビューティフルチューズデー
- パーソナリティ（いずれも火曜担当）
  - 北野順一　1990年10月 - 1991年4月 →同月より、金曜パーソナリティに昇格
  - 宮之前浩　1991年4月 - 1993年9月（琉球大学放送サークル〈RUB〉部長(当時)）
- 担当AD
  - 増地学　1990年10月 - 1991年4月　（琉球大学 放送サークル〈RUB〉部長(当時)）
  - 鮫島洋一郎　1991年 - 1992年12月（琉球大学 放送サークル〈RUB〉部長(当時)）
  - 益田勇　1993年1月 - 9月（琉球大学 放送サークル〈RUB〉副部長(当時)）
  - 荒井岳　1993年1月 - 9月（琉球大学 放送サークル〈RUB〉部長(当時)）

（益田と荒井はラジオジャック終了後、番組内でニュース担当だった垣花章、玉城美智子がパーソナリティを務めた『わんからナイト』等のADを担当）
- 主なコーナー
  - 向う三軒両隣
  - ザ・ナイチャーズ（ジングルはザ・ベンチャーズの曲のサビの部分を使用）
  - 私の自己主張クイズ
  - 穴が入ったら入りたい
  - 浩の片想い日記（BGMは雅夢の『愛はかげろう』）
  - ゴルゴ洋一郎のエロエロ日記　ほか

北野順一
（1991年4月 - 1993年10月）
- 担当曜日、サブタイトル
  - 1991年4月 - 1993年10月　金曜担当
  - サブタイトル　フライデーエアメール

大田和正（クロマル）
（1992年10月 - 1993年9月）
- 担当曜日、サブタイトル、アシスタント
  - 1992年10月 - 1993年9月　月曜担当
  - サブタイトル　クロマルのはみだしチャンピォン
  - アシスタント　末吉甘奈
- 担当AD
  - 鮫島洋一郎　1992年10月 - 12月（琉球大学 放送サークル〈RUB〉部長(当時)）
  - 益田勇　1993年1月 - 9月（琉球大学 放送サークル〈RUB〉副部長(当時)）
  - 荒井岳　1993年1月 - 9月（琉球大学 放送サークル〈RUB〉部長(当時)）
- 主なコーナー
  - 青春ネットワーク　ほか

### アシスタント
- 太字は後にパーソナリティに昇格

#### 1985年
- 大嶺美雪
  - 1985年4月8日 - 1986年3月31日、月曜担当（初代）
  - 土方浄の初代アシスタント
- 吉田君枝
  - 1985年4月9日 - 1987年3月31日、火曜担当（初代）
  - 箕田和男の初代アシスタント
- 我如古清美
  - 1985年4月10日 - 1987年4月1日、水曜担当（初代）
  - 柳卓のアシスタント
  - 番組終了後は同局の他番組に出演。
- デビット・シェーン
  - 1985年4月11日 - 9月5日、木曜担当（初代）
  - 玉城美智子の初代アシスタント
  - 沖縄市育ちの中国系アメリカ人であり、これ以前の玉城のレギュラー番組に英文の葉書を出したことが目に留まり、起用に至ったという。
  - 2025年現在は1990年代後半に創業したIT企業経営の傍ら、FM沖縄にてレギュラー番組2本を持ち、年に数回ながらラジオ沖縄の番組（ディビッド・シェーン名義）に出演、バイリンガルイベントMCとしても活躍。かつて琉球放送にアナウンサーとして在籍していた本行慶子のファンであることを公言しており、彼女が在籍していた2023年度から2024年にかけては事実上の復活の形で、極稀にRBCiラジオの番組への出演もあった。
- 上江洲朝男
  - 1985年4月12日 - 11月1日、金曜担当（初代）
  - 比嘉京子の初代アシスタント
- 大原裕
  - 1985年9月12日 - 1986年4月3日、木曜担当（2代目）
- 嘉手苅智（現・かでかるさとし）
  - 1963年 生まれ。沖縄県浦添市出身。沖縄国際大学卒業。
  - 1985年11月8日 - 1987年4月3日、金曜担当（2代目）
  - 番組降板後は仲里幸弘と漫才コンビを組み、「ニーニーズ」を結成。同局と沖縄テレビの番組に出演。
  - 1990年代 後半より人力舎に所属。『タモリのスーパーボキャブラ天国』（フジテレビ）などに出演。
  - 2000年に帰郷後はソロとして、同局の番組に再び出演。『ちむどんぱあく』（終了）『団塊花盛り!（後にプライムエイジ・アワーにタイトル変更）なんくるラジオ』（月曜）のパーソナリティを務める。

#### 1986年
- 富原志乃
  - 1986年4月7日 - 1987年3月30日、月曜担当（2代目）
  - 土方浄のアシスタント
  - 1987年4月10日 - 1990年4月6日、金曜担当（3代目）
  - 比嘉京子のアシスタント
  - 異動後、1988年9月9日までの1年5ヶ月は島袋勇とアシスタントの2人体制だったが新聞のラジオ欄には島袋勇の次に掲載された。島袋勇が降板した1988年9月16日からはアシスタント1人となった。
  - 番組内コーナーでは「カメおばぁーのうちなぁー（沖縄）昔話」で、おばぁちゃんの声を担当。
  - 比嘉京子の降板後は半年間の充電を経て、1990年10月11日より、パーソナリティに昇格。
- 東盛敬
  - 1986年4月3日 - 10月9日、木曜担当（3代目）
- 塚田浩司
  - 1986年10月16日 - 1988年4月7日、木曜担当（3代目）
  - 玉城美智子のアシスタント

#### 1987年
- 新垣美穂（ミホ・みほ）
  - 1968年 生まれ。沖縄国際大学卒業。
  - 1987年4月6日 - 1990年10月1日、月曜担当
  - 箕田和男のアシスタント（月曜）
  - この番組以外に同局の番組『ろっきんパラダイススタジオS』1989年10月 - ？）のアシスタントを務めた。
- 小沢公平
  - 1987年4月7日 - 1990年10月2日、火曜担当（2代目）
  - 仲間由紀恵、亜波根綾乃らを輩出した沖縄タレントアカデミー校長
  - 箕田和男のアシスタント（火曜）
  - パーソナリティより年齢が年上だった唯一のアシスタント
- 北野順一
  - 1987年4月8日 - 1988年4月6日、水曜担当
  - 玉城美智子のアシスタント（水曜）
  - 1990年10月9日 - 1991年4月2日、火曜担当
  - 三輪真佐子のアシスタント
  - 1991年4月12日より、パーソナリティに昇格
- 島袋勇
  - 1987年4月10日 - 1988年9月9日、金曜担当
  - 土方浄の降板に伴い、月曜から異動した富原志乃とともにアシスタント2人体制となるが、新聞のラジオ欄は富原志乃よりも先に掲載された。

#### 1988年
- 喜瀬つよし
  - 沖縄国際大学卒業。
  - 1988年4月13日 - 1989年4月5日、水曜担当
  - 箕田和男のアシスタント（水曜）
  - 降板後も芸能活動を続け、後にニーニーズの弟分にあたる“サンサンズ”を結成。1993年10月 - 1995年4月は後番組『ラジ・ゲリラ』の月曜パーソナリティを務めた。
- 当山かおり
  - 1966年 生まれ。沖縄県国頭郡恩納村出身。沖縄国際大学卒業。
  - 1988年4月14日 - 1990年3月22日、木曜担当
  - 橋本邦彦のアシスタント
  - この番組以外に『RBCポップサンデー』のアシスタントを務め（？～1990年3月）、RBCテレビのリポーターも務めた。
  - 実際は1990年4月5日まで出演したが、ADの川平ひさみとともに2週間早めての卒業となった。沖縄タイムスのラジオ欄は卒業した3月29日と4月5日は「当山かおり」の名前が掲載。4月5日には「さよなら かおりちゃん」の内容が掲載された。
  - 2年間、東京の東海大学で勤務後、1992年に帰郷して芸能界に復帰。RBC、ラジオ沖縄の番組に出演。

#### 1989年
- 当間なつみ
  - 1970年 生まれ。那覇市出身。沖縄国際大学短大部卒業。
  - 1989年4月12日 - 1990年10月3日、水曜担当
  - 橋本邦彦のアシスタント（水曜）
  - 1989年8月 - 9月は木曜アシスタントの当山かおりが就職活動で上京するため、木曜のピンチヒッターを務め、水、木 2日連続の出演となった。沖縄タイムス、琉球新報などのラジオ欄はこの期間中も木曜は「DJ・橋本邦彦　当山かおり」のままだった。
  - 1990年5月30日から、金曜パーソナリティの長嶺江利子が同局 東京支社製作の別枠『うりひゃー！ 東京カラーランド』開始で金曜枠が廃止。水曜に異動。卒業する10月3日までの4ヶ月間はアシスタント2人体制となる。卒業後は長嶺江利子が残留。2人とも出身高校、出身大学は同じ（高校の学科は別々）。

#### 1990年
- 宮城里香
  - 1969年 生まれ。那覇市出身。沖縄国際大学卒業。
  - 1990年4月12日 - 10月4日、木曜担当
  - 橋本邦彦のアシスタント（木曜）
  - 愛称は「リー」
- 長嶺江利子
  - 1970年 生まれ。那覇市出身。沖縄国際大学卒業。
  - 1990年4月13日 - 5月25日、金曜担当 → 同年5月30日 - 1993年3月31日、水曜担当
  - 橋本邦彦のアシスタント（金曜）を務めたが、6月から同局 東京支社制作の『うりひゃー！ 東京カラーランド』開始に伴い、2ヶ月で終了。その後は水曜に移動。10月3日までの4ヶ月間は当間なつみとアシスタント2人体制。当間なつみが卒業後の10月10日より、アシスタント一人に戻る。
  - 大学卒業とともに降板したが、2000年に糸満市のコミュニティFM局 FMたまんで土曜昼に放送した『リゾート気分で』のパーソナリティを務めた。
- 大田和正（クロマル）
  - 1990年10月8日 - 1992年9月28日、月曜担当
  - 箕田和男のアシスタント
  - 1992年10月より、箕田和男アナの後を引き継ぐ形でパーソナリティに昇格
- 石川清敏
  - 1969年 生まれ。沖縄県浦添市出身。沖縄国際大学卒業。
  - 1990年10月11日 - 1993年4月1日、木曜担当
  - 富原志乃のアシスタント

#### 1991年
- 宮之前浩
  - 1971年 生まれ。鹿児島県出身。琉球大学卒業。
  - 1991年4月9日 - 1993年9月28日、火曜担当
  - 三輪真佐子のアシスタント
  - 同局で土曜日に放送した『スタジオ・C2スクエア』で三輪真佐子アナとともにパーソナリティを務めた。
  - 後にADを担当した益田勇と荒井岳は宮之前とは琉球大学放送クラブ〈RUB〉だけでなく、琉球大学 学生寮の先輩、後輩の間柄である。

#### 1992年
- 末吉甘奈
  - 1973年 生まれ。沖縄県浦添市出身。沖縄女子短期大学卒業。
  - 1992年10月5日 - 1993年9月27日、月曜担当
  - 大田和正（クロマル）とともにパーソナリティを務めた
  - 番組終了後は同局のリポーターを務めた。1996年、同局のラジオ番組でクロマルと再びコンビを組む。
  - その後はRBCエリアレポートのヤン坊マー坊天気予報を担当したが結婚を機に降板。
  - 現在はうまんちゅひろば（沖縄県提供のテレビ広報番組）のリポーターを務めている。

#### 1993年
- 名嘉山末子
  - 那覇商業高校卒業。
  - 1993年4月7日 - 9月29日、水曜担当
  - 橋本邦彦のアシスタント
  - フリーアナとして、沖縄県広報テレビ番組『みんなの県政』のリポーターなど、テレビ・ラジオで活躍。
  - 番組終了後は『名嘉山末子のミュージックティアラ』（FM沖縄）など、テレビ・ラジオで活躍した。
- 飯田泰彦
  - 1969年 生まれ。沖縄国際大学卒業。
  - 1993年4月8日 - 9月30日、木曜担当
  - 富原志乃のアシスタント
  - 前任者の石川清敏とは同じバンド仲間だったらしい。
  - ニックネームは「パッパラー飯田」

## 曜日別サブタイトルとパーソナリティの変遷

### サブタイトル
月曜日
- 1985年4月8日 - 1986年3月31日　「月曜夜ははんぱじゃナイト」
- 1986年4月7日 - 1987年3月30日　「キヨやんのがんばりマンデー」
- 1987年4月6日 - 1990年10月1日　「とんがりマンデーラジオは竜宮城」
- 1990年10月8日 - 1991年4月1日　「ファンキー野郎のもっこりラジオ」
- 1991年4月8日 - 1992年9月28日　「ファンキー野郎の今夜もいかすぜ」
- 1992年10月5日 - 1993年9月27日　「クロマルのはみだしチャンピォン」

火曜日
- 1985年4月9日 - 1987年3月31日　「ミノカズのまるかじりステーション」
- 1987年4月7日 - 1990年4月3日　「みのかずと公平のメンズメンズナイト」
  - 最初の1ヶ月は「みのかずと公平のメンズメンズワールド」だった。
- 1990年4月10日 - 10月2日　「ラジオはオッペケペーのポンポコピー」
- 1990年10月9日 - 1992年3月31日　「ぬれてみだれてナイチャーズ」
- 1992年4月7日 - 1993年9月28日　「美男美女の火曜日 ビューティフルチュースデー」

水曜日
- 1985年4月10日 - 1987年4月1日　「おもしろラジオの水曜日」
- 1987年4月8日 - 1988年4月6日　「水曜日にはラジオをきいて…」
- 1988年4月13日 - 1989年4月5日　「みのかずのどんとまかちょけー」
- 1989年4月12日 - 1990年10月3日　「夢みるラジオ夜遊びしまひょ」
  - 1990年に入ってからは最後の部分が「しましょ」に変わった。
- 1990年10月10日 - 1993年9月29日　「どうにも好い曜族」

木曜日
- 1985年4月11日 - 1988年4月7日　「お茶目な木曜日」
- 1988年4月14日 - 1989年4月6日　「夢みるラジオ夜遊びしまひょ」
- 1989年4月13日 - 1990年10月4日　「満員御礼！ 木曜ラジオクラブ」
- 1990年10月11日 - 1993年9月30日　「ふんだりけったり木曜日」

金曜日
- 1985年4月12日 - 1990年4月6日　「とんでもナイトときめいてフライデー」
- 1990年4月13日 - 5月25日　「気まぐれ金曜ふう来デイ」
- 1990年6月1日 - 1991年4月5日　うりひゃー東京カラーランド
- 1991年4月12日 - 1993年10月1日　「フライデーエアメール」

### パーソナリティ
月曜日
- 1985年4月8日 - 1986年3月31日　土方浄、大嶺美雪
- 1986年4月7日 - 1987年3月30日　土方浄、富原志乃
- 1987年4月6日 - 1990年10月1日　箕田和男、新垣美穂
- 1990年10月8日 - 1992年9月28日　箕田和男、大田和正（クロマル）
- 1992年10月5日 - 1993年9月27日　大田和正（クロマル）、末吉甘奈

火曜日
- 1985年4月9日 - 1987年3月31日　箕田和男、吉田君枝
- 1987年4月7日 - 1990年10月2日　箕田和男、小沢公平
- 1990年10月9日 - 1991年4月2日　三輪真佐子、北野順一
- 1991年4月9日 - 1993年9月28日　三輪真佐子、宮之前浩

水曜日
- 1985年4月10日 - 1987年4月1日　柳卓、我如古清美
- 1987年4月8日 - 1988年4月6日　玉城美智子、北野順一
- 1988年4月13日 - 1989年4月5日　箕田和男、喜瀬つよし
- 1989年4月12日 - 1990年5月23日　橋本邦彦、当間なつみ
- 1990年5月30日 - 10月3日　橋本邦彦、当間なつみ、長嶺江利子
- 1990年10月10日 - 1993年3月31日　橋本邦彦、長嶺江利子
- 1993年4月7日 - 9月29日　橋本邦彦、名嘉山末子

木曜日
- 1985年4月11日 - 9月5日　玉城美智子、デビッドシェーン
- 1985年9月12日 - 1986年4月3日　玉城美智子、大原裕
- 1986年4月10日 - 10月9日　玉城美智子、東盛敬
- 1986年10月16日 - 1988年4月7日　玉城美智子、塚田浩司
- 1988年4月14日 - 1990年4月5日　橋本邦彦、当山かおり
  - 1989年8月24日 - 9月14日は当間なつみが代理アシスタント
  - 当山かおりは1990年3月22日で卒業。3月29日と4月5日は橋本邦彦が担当
- 1990年4月12日 - 10月4日　橋本邦彦、宮城里香
- 1990年10月11日 - 1993年4月1日　富原志乃、石川清敏
- 1993年4月8日 - 9月30日　富原志乃、飯田泰彦

金曜日
- 1985年4月12日 - 11月1日　比嘉京子、上江洲朝男
- 1985年11月8日 - 1987年4月3日　比嘉京子、嘉手苅智（かでかるさとし）
- 1987年4月10日 - 1988年9月9日　比嘉京子、島袋勇、富原志乃
- 1988年9月16日 - 1990年4月6日　比嘉京子、富原志乃
- 1990年4月13日 - 5月25日　橋本邦彦、長嶺江利子
- 1990年6月1日 - 1991年4月5日
  - 『うりひゃー!東京カラーランド』（東京支社制作、東京から放送。きゃんひとみ、ジェームス天願。ラジオジャック枠としては1990年10月5日まで放送。10月12日 - 1991年4月5日は別番組）
- 1991年4月12日 - ？　北野順一、西村悦子
- ？ - 1993年10月1日　北野順一

## 放送時間
| 期間                           | 放送時間                           | 脚注  |
| ------------------------------ | ---------------------------------- | ----- |
| 1985年4月8日 - 1986年4月4日    | 月曜 - 金曜 22:30 - 24:00（90分）  |       |
| 1986年4月7日 - 9月22日         | 月曜 - 金曜 22:30 - 24:30（120分） |       |
| 1986年9月23日 - 10月3日        | 月曜 - 金曜 22:30 - 24:20（110分） | 1     |
| 1986年10月6日 - 1987年1月2日   | 月曜 - 金曜 22:30 - 23:50（80分）  | 1,2,3 |
| 1987年1月5日 - 4月3日          | 月曜 - 金曜 22:30 - 24:20（110分） | 1     |
| 1987年4月6日 - 10月9日         | 月曜 - 金曜 22:30 - 24:00（90分）  | 4     |
| 1987年10月12日 - 1988年1月11日 | 月曜 金曜 22:30 - 23:50（80分）    | 2     |
| 1988年1月12日 - 10月7日        | 月曜 - 金曜 22:30 - 24:00（90分）  |       |
| 1988年10月10日 - 1989年1月13日 | 月曜 - 金曜 22:30 - 23:50（80分）  | 2     |
| 1989年1月16日 - 10月6日        | 月曜 - 金曜 22:30 - 24:00（90分）  |       |
| 1989年10月9日 - 1990年1月5日   | 月曜 - 金曜 22:00 - 22:50（50分）  | 2,5   |
| 1990年1月8日 - 3月30日         | 月曜 - 金曜 22:00 - 23:00（60分）  |       |
| 1990年4月2日 - 4月20日         | 月曜 - 金曜 22:00 - 23:30（90分）  | 6     |
| 1990年4月23日 - 5月31日        | 月曜 - 金曜 22:05 - 23:30（85分）  | 7     |
| 1990年6月4日 - 10月4日         | 月曜 - 木曜 22:10 - 23:30（80分）  | 7.8,9 |
| 1990年10月8日 - 1991年1月7日   | 月曜 - 木曜 22:05 - 23:20（75分）  | 2,7,8 |
| 1991年1月8日 - 4月4日          | 月曜 - 木曜 22:05 - 23:30（85分）  | 7     |
| 1991年4月8日 - 6月28日         | 月曜 - 金曜 22:00 - 23:25（85分）  | 10    |
| 1991年7月1日 - 11月4日         | 月曜 - 金曜 22:00 - 23:30（90分）  |       |
| 1991年11月5日 - 1992年1月13日  | 月曜 - 金曜 22:00 - 23:20（80分）  | 2     |
| 1992年1月14日 - 10月2日        | 月曜 - 金曜 22:00 - 23:30（90分）  |       |
| 1992年10月5日 - 1993年4月2日   | 月曜 - 金曜 22:05 - 23:20（75分）  | 7,11  |
| 1993年4月5日 - 10月1日         | 月曜 - 金曜 22:00 - 23:20（80分）  |       |

1. 10分間のミニ英語番組を放送するため（ただし1987年1月1日、1月2日は休止したため、当番組は10分拡大。24:00まで放送）。
2. 沖縄県外の専門学校を紹介する10分番組『キャンパス通信（青春って何だ）』（季節限定）放送のため。
3. 24:00 - 24:20に全国ハイスクールステーションなどを放送するため。
4. 『榎さんのおはようさん』ネット開始のため。『旺文社大学受験ラジオ講座(ラ講)』『「百万人の英語』が早朝から深夜への時間移動に伴うもの。このため、『スーパーギャング』のネットが打ち切られた（ - 1989年9月）。
5. 22:00以降の番組改編に伴うもの。これにより、1987年4月から中断していたTBSラジオの深夜番組『スーパーギャング』のネットを再開。『百万人の英語』はFM沖縄へ移行（放送時間は早朝枠に移動）。『HITACHI FAN! FUN! TODAY』（ニッポン放送 制作）は当番組開始前の22:00 - 22:30から終了後の23:00 - 23:30へ枠移動した。
6. 『FAN! FUN! TODAY』の放送終了に伴うための延長（ニッポン放送 制作の日立提供枠は日曜夜へ枠移動。週1回に縮小）。
7. 22:00から、ニュースを5分間 放送するため。
8. 1990年6月1日 - 1991年4月5日の毎週金曜日は東京支社 制作のうりひゃー!東京カラーランドを放送したため、金曜の放送を休止（1990年9月まではラジオジャック特別版として放送）。
9. うりひゃー東京カラーランドのミニ番組を22:05から5分間 放送するため。ミニ番組の終了後に当番組を開始。
10. 5分間のミニ宅建講座番組の再放送終了後に金曜の放送を再開。
11. 関西放送制作の10分番組『らじとぴあワールド』がラジオ沖縄から移行されたことに伴うもの。

| 琉球放送（RBCラジオ） 平日夜 22時台 - 23時台ワイド番組          | 琉球放送（RBCラジオ） 平日夜 22時台 - 23時台ワイド番組 | 琉球放送（RBCラジオ） 平日夜 22時台 - 23時台ワイド番組 |
| 前番組                                                          | 番組名                                                 | 次番組                                                 |
| --------------------------------------------------------------- | ------------------------------------------------------ | ------------------------------------------------------ |
| 23:00 - 23:30 ナイトヤングメイツ 23:30 - 24:00 シャッフルナイト | ラジオジャック （1985年4月 - 1993年9月）               | ラジ・ゲリラ                                           |